# ロベルト・センシーニ
ロベルト・ネストル・センシーニ（Roberto Néstor Sensini, 1966年10月12日 - ）は、アルゼンチン出身の元同国代表サッカー選手、サッカー指導者。現役時代主にセンターバックを務めたが、ボランチ、両サイドバック、等、ディフェンシブなポジションなら何処でもこなすユーティリティープレーヤーであった。

## クラブ経歴
ニューウェルズ・オールドボーイズでキャリアをスタート、1987-88シーズンのリーグ優勝をディフェンスの要で迎える。翌シーズン終了後にウディネーゼ・カルチョへと移籍、ワールドカップを挟み、4シーズン半プレーした。1993-94シーズン途中、ジョルジュ・グルンの負傷離脱により、急遽パルマACへ移籍する。ここでチームのディフェンスの要としてプレー。1993-94シーズンにUEFAカップトUEFAスーパーカップを優勝。1998-99シーズンにコッパ・イタリアとUEFAカップ制覇の2冠を経験する。パルマでは通算269試合に出場した。
翌シーズンSSラツィオでスクデットを獲得。その後パルマへ戻り、2シーズンを過ごした。その後古巣ウディネーゼへと復帰し、ディフェンスの要として活躍。2005-06シーズン途中に選手兼監督就任の要請を受けるも、監督業一本に絞るために現役を引退。2006年1月8日にカリアリ戦で挙げた、39歳88日での現役最後の得点は、セリエAでプレーした外国人選手としての最年長ゴールとなった。

## 代表経歴
代表としては1987年のドイツ戦でデビュー、その後ディフェンスリーダーとして、FIFAワールドカップに3大会連続（1990・1994・1998）で出場した。
1990年大会は決勝ではペナルティーエリアで西ドイツのルディ・フェラーを倒してしまい、PKを献上、これをアンドレアス・ブレーメに決められて、アルゼンチンはワールドカップ連覇を逃した。1996年にはオーバーエイジでアトランタオリンピックに参加、決勝でナイジェリアに敗れたが、銀メダルを手にした。2002 FIFAワールドカップ・南米予選にも出場したが、本大会メンバーからは外れた。

## 指導者経歴
2006年2月10日、当時監督ライセンスを持っていなかったセンシーニは、セルセ・コズミの後任としてウディネーゼをロリス・ドミニッシーニとの共同監督として率いるも、低迷を阻止する事は出来ず、シーズン途中で退任しクラブを去った。
その後アルゼンチンに帰国し、2007年にはディエゴ・シメオネの後任としてエストゥディアンテス・デ・ラ・プラタの監督に就任した。2009年からは2011年までは古巣ニューウェルスで指揮を執った。
2012年2月21日、CAコロンの監督に就任。

## 代表歴

### 出場大会
- アルゼンチン代表
  - 1990 FIFAワールドカップ (準優勝)
  - 1994 FIFAワールドカップ (ベスト16)
  - 1998 FIFAワールドカップ (ベスト8)

### 試合数
- 国際Aマッチ 59試合 0得点（1987年-2000年）[4]

| アルゼンチン代表 | 国際Aマッチ | 国際Aマッチ |
| 年               | 出場        | 得点        |
| ---------------- | ----------- | ----------- |
| 1987             | 1           | 0           |
| 1988             | 2           | 0           |
| 1989             | 9           | 0           |
| 1990             | 6           | 0           |
| 1991             | 0           | 0           |
| 1992             | 0           | 0           |
| 1993             | 0           | 0           |
| 1994             | 7           | 0           |
| 1995             | 1           | 0           |
| 1996             | 3           | 0           |
| 1997             | 9           | 0           |
| 1998             | 9           | 0           |
| 1999             | 3           | 0           |
| 2000             | 9           | 0           |
| 通算             | 59          | 0           |